# 루차 리브레 USA
루차 리브레 USA (Lucha Libre USA)는 2010년 출범한 미국 신생 루차 리브레 단체이다.

## 역사

### 새로운 시작, Lucha Libre USA
2010년 출범하여 MTV 2 채널에서 주간 TV 쇼인 마스크드 워리어즈(Masked Warriors)를 매주 금요일 방영 중이다. 2010년 8월에 시즌1이 7회를 끝으로 종영되었고 2011년 1월부터 시즌2가 방영될 계획이다.

## 챔피언 현황
| 타이틀                                 | 현재 챔피언                                        | 획득한 날짜       | 이벤트            | 전 챔피언         |                   |
| 마스크드 워리어즈                      | 마스크드 워리어즈                                  | 마스크드 워리어즈 | 마스크드 워리어즈 | 마스크드 워리어즈 | 마스크드 워리어즈 |
| -------------------------------------- | -------------------------------------------------- | ----------------- | ----------------- | ----------------- | ----------------- |
| Lucha Libre USA 월드 헤비웨이트 챔피언 | 리즈마크 주니어                                    | 2010년 12월 12일  | 하우스 쇼         | 공석              |                   |
| Lucha Libre USA 월드 태그팀 챔피언     | 다이나스티아 (티나이에블라스 주니어 & 엘 오리엔탈) | 2011년 1월 22일   | 하우스 쇼         | 공석              |                   |

## 소속된 로스터

### 남성 레슬러
- 블루 데몬 주니어
- 칼리토 콜론
- 카산드로
- 찰리 메리스
- 치치 펑크 (앨런 펑크)
- 엘 오리엔탈 모레노
- 허리케인 헴즈 (셰인 헴즈)
- 리즈마크 주니어
- 매그노
- 마르코 콜레오네 (마크 진드랙)
- 마스카리타 도라다
- 미니 파크
- 뉴트로닉
- 옥타곤시토
- 피티 윌리엄스
- P.R 플리이어
- 레이드 플레어
- 렐릭 (쟈니 스탬볼리)
- RJ 브루어
- 락키 로메로
- 잔 주안 키드
- 슈퍼 노바
- 시디스티코
- 타탕카
- 티니에블라스 주니어

### 여성 레슬러
- 브룩 카터 세비지
- 아이시스 더 아마존
- 리지 탈렌타인
- O.D.B
- 로세타 파크
- 티그레사 칼리엔테 (라카 칸)

### 동창생
- 어메이징 콩 (어썸 콩)
- 아즈테코
- 루조 에스콰이어
- 마스카라 퍼푸라
- 메디아노체
- 멘탈로
- 미디 드레곤시토
- 미스테리오시토
- 닉 게이지
- 세이버 클로우
- 솔리드